# Eric Bernotas
Eric Bernotas (West Chester, 5 agosto 1971) è un ex skeletonista statunitense.

## Biografia
Laureatosi presso l'Università della Virginia Occidentale nel 1994, Bernotas ha iniziato a praticare lo skeleton nel 2001 in seguito ad essersi imbattuto per caso nella pista di Lake Placid durante un viaggio con degli amici. Iniziò pertanto a gareggiare per la squadra nazionale statunitense nel 2002, debuttando in Coppa Nordamericana a dicembre di quello stesso anno. 
Esordì in Coppa del Mondo all'avvio della stagione 2004/05, il 26 novembre 2004 a Winterberg, dove si piazzò all'undicesimo posto; centrò il suo primo podio il 27 gennaio 2005 a Sankt Moritz, concludendo la gara individuale in seconda posizione, e la sua prima vittoria l'11 febbraio 2005 a Lake Placid, sempre nel singolo. In classifica generale detiene quale miglior piazzamento il secondo posto ottenuto nel 2006/07.
Ha partecipato a due edizioni dei giochi olimpici invernali: a Torino 2006 concluse la prova del singolo al sesto posto, mentre a Vancouver 2010 si piazzò in quattordicesima posizione.
Prese inoltre parte a quattro edizioni dei campionati mondiali, vincendo in totale tre medaglie: a Sankt Moritz 2007 fu argento sia nel singolo che a squadre, mentre a Lake Placid 2009 colse il bronzo nella competizione a squadre. Vinse altresì il titolo nazionale nel 2004.
Disputò la sua ultima gara della carriera il 17 dicembre 2010 a Lake Placid durante una tappa della Coppa del Mondo 2010/11, concludendo al dodicesimo posto nel singolo. 

### Allenatore
Nell'autunno del 2014 divenne il capo allenatore della squadra nazionale britannica di skeleton, incarico che ricoprì sino a marzo del 2019; sotto la sua direzione la Gran Bretagna vinse il titolo iridato nel 2015 con Elizabeth Yarnold (che in quello stesso anno fu anche campionessa europea) e ben tre medaglie olimpiche conquistate in una stessa edizione dei giochi: a Pyeongchang 2018 infatti ci fu lo storico oro della Yarnold (la quale bissò il successo di Soči 2014) e i due bronzi conquistati da Laura Deas e Dom Parsons.

## Palmarès

### Mondiali
- 3 medaglie:
  - 2 argenti (singolo, gara a squadre a Sankt Moritz 2007);
  - 1 bronzo (gara a squadre a Lake Placid 2009).

### Coppa del Mondo
- Miglior piazzamento in classifica generale: 2º nel 2006/07.
- 14 podi (12 nel singolo, 2 nella gara a squadre):
  - 5 vittorie (tutte nel singolo);
  - 5 secondi posti (4 nel singolo, 1 nella gara a squadre);
  - 4 terzi posti (3 nel singolo, 1 nella gara a squadre).

#### Coppa del Mondo - vittorie
| Data             | Luogo        | Paese       | Disciplina |
| ---------------- | ------------ | ----------- | ---------- |
| 15 febbraio 2005 | Sankt Moritz | Svizzera    | singolo    |
| 17 novembre 2005 | Lake Placid  | Stati Uniti | singolo    |
| 13 gennaio 2007  | Nagano       | Giappone    | singolo    |
| 14 dicembre 2007 | Lake Placid  | Stati Uniti | singolo    |
| 15 gennaio 2010  | Sankt Moritz | Svizzera    | singolo    |

### Campionati statunitensi
- 1 medaglia:
  - 1 oro (singolo a Lake Placid 2004).

### Circuiti minori

#### Coppa Nordamericana
- Miglior piazzamento in classifica generale: 14º nel 2002/03;
- 1 podio (nel singolo):
  - 1 vittoria.